# Ideal (Guider)
Ne doit pas être confondu avec Ideal.
Ideal (ou Casier Ideal ou Casier) est un village du Cameroun situé dans la Région du Nord et le département du Mayo-Louti. Il est rattaché à la commune de Guider.
Le nom Casie-Idéal lui-même est dérivé d'un explorateur francais Lamy pendant les années 1960. En fait, Casier-idéal ou Idéal tout court constitue l'un des villages-phares du canton de Mousgoy, il a une superficie un peu plus de 15km2. Dans ce village on trouve de nombreuses ethnies parmi lesquelles trois sont dominantes  : les Dabas (62%); les Guiziga (30%) et les Fulbes (5%). Casier-idéal partage des frontières avec Melemlem à l'Est, Roumde à l'Ouest, Diam-Ibbi au Nord et Zevene au Sud. L'économie de cet village est basée essentiellement sur l'agriculture et l'élevage. On y trouve deux religions, à savoir le christianisme et l'islam sunnite. Ideal est doté d'une école publique créée en 2001.

## Population
Lors du recensement national de 2005, Ideal comptait 524 habitants.